# Ель-Факіа
Ель-Факіа (англ. al-Faqia, араб. الفقيع) — поселення в Сирії, що складає невеличку друзьку общину в нохії Еш-Шейх-Маскін, яка входить до складу мінтаки Ізра в південній сирійській мухафазі Дар'а.